# Pseudodiaptomus bulbiferus
Pseudodiaptomus bulbiferus is een eenoogkreeftjessoort uit de familie van de Pseudodiaptomidae. De wetenschappelijke naam van de soort is voor het eerst geldig gepubliceerd in 1957 door Rose.